# Platja de la Savinosa
La platja de la Savinosa és una platja seminatural del municipi de Tarragona (Tarragonès), situada entre la platja de l'Arrabassada, al sud-oest, i la platja dels Capellans, al nord-est. Està encaixada entre roques, amb la punta de l'Arrabassada al sud-oest, on hi ha l'antic Preventori de la Savinosa, i la punta de la Savinosa al nord-est. Es troba en un entorn immediat natural, però residencial darrera la via del tren, que transcorre paral·lela a la línia de costa. Orientada al sud-sud-est, té una longitud de 350 metres i una amplada mitjana de 33 metres, formada per sorra fina i daurada, amb un pendent d'entrada a l'aigua suau. Disposa de senyalització, socorrisme, salvament, accés per a persones amb mobilitat reduïda, sanitaris portàtils, dutxes, lloguer de gandules i para-sols i zona d'aparcament per a vehicles. S'hi practica el nudisme.
La platja està guardonada amb la Bandera Blava, que reconeix internacionalment la qualitat de l'aigua i serveis. L'Agència Catalana de l'Aigua efectua un control setmanal de la qualitat de l'aigua, durant la temporada de bany, amb el resultat d'excel·lent.